# Lytta bimaculosa
Lytta bimaculosa là một loài bọ cánh cứng trong họ Meloidae. Loài này được Kirsch miêu tả khoa học năm 1886.